# Desert Hills
Desert Hills est une census-designated place du comté de Mohave, dans l'État de l'Arizona, aux États-Unis. En 2020, elle compte une population de 2 764 habitants.